# 加爾內爾 (科羅拉多州)
加爾內爾（英語：Gulnare）是位於美國科羅拉多州拉斯阿尼馬斯縣的一個非建制地區。該地的面積和人口皆未知。

## 地理
加爾內爾的座標為37°19′02″N 104°45′09″W / 37.31722°N 104.75250°W，而該地的平均海拔高度為2128米（即6982英尺）。